# Adelajda Bolska
Adelajda Bolska (ros. Аделаида Юлиановна Больска; z domu Skąpska, po mężu Dienheim-Szczawińska-Brochocka; ur. 16 listopada 1863 w Kessemouki, w guberni bezarabskiej, zm. 29 września 1930 w Tallinnie) – polska śpiewaczka operowa (sopran) i pedagog.
Naukę muzyki rozpoczęła w Monachium. W Königliche Musikschule uczyła się początkowo gry na fortepianie, a następnie śpiewu. W latach 1883–1888 studiowała w Konserwatorium Moskiewskim u Giacomo Galvaniego i Fiodora Komisarżewskiego. W okresie studiów występowała na koncertach Rosyjskiego Towarzystwa Muzycznego, także pod batutą Piotra Czajkowskiego. Po ukończeniu konserwatorium kontynuowała studia we Włoszech. Występowała w mediolańskim teatrze Dal Verne i w Lodi oraz uczestniczyła w koncertach pod batutą Charles’a Lamoureux i Édouarda Colonne’a.
Po powrocie do Rosji, dzięki rekomendacji Czajkowskiego, rozpoczęła występy w moskiewskim Teatrze Wielkim jako Adelajda Skąpska. W roku 1893 wyszła za mąż za hrabiego Aleksandra Dienheim-Szczawińskiego-Brochockiego, a w roku 1894 urodziła córkę Wandę. W Paryżu doskonaliła umiejętności u Caroline Miolan-Carvalho. Jules Massenet doradził jej przybranie pseudonimu scenicznego. Wybrała pseudonim Adelajda Bolska, nawiązujący do powieści Victora Cherbulieza L’aventure de Ladislas Bolski (1869).
W roku 1896 za namowa przyjaciół powróciła do występów, odtwarzając partię Ofelii w Gran Teatre del Liceu w Barcelonie. Z wielu propozycji wybrała zaproszenie Teatru Maryjskiego w Petersburgu, gdzie występowała w latach 1898-1918. Władze carskie udzieliły zezwolenia na wjazd do Rosji jej małżonkowi, który pozostał za granicą po powstaniu listopadowym. W roku 1902 otrzymała nominację na solistkę dworu cesarskiego. 
Śpiewała gościnnie w Bayreuth i Tyflisie (1901), w Wilnie i Londynie (1902) oraz w Paryżu (1903 i 1905). W maju i październiku roku 1905 oraz od maja do stycznia roku 1906 występowała w Warszawskich Teatrach Rządowych, wykonując między innymi partię Małgorzaty w Fauście Gounoda, Violetty w Traviacie Verdiego i Moniuszkowskiej Halki. W repertuarze miała także partię Elzy w Lohengrinie i Zyglindy w Walkirii Wagnera oraz Tatiany w Eugeniuszu Onieginie i tytułowej Jolanty u Czajkowskiego. W roku 1918 przyjęła obywatelstwo włoskie. W roku 1925 wróciła na stałe do Warszawy, gdzie rozpoczęła pracę dydaktyczną w Konserwatorium. Zmarła w Tallinnie, spoczęła na warszawskich Powązkach.
W roku 1901, gdy car Mikołaj II zapragnął nagrodzić ją za występy w Rosji, Adelajda Bolska poprosiła go o zgodę na wzniesienie w Warszawie pomnika Chopina. Wraz z mężem utworzyła komitet budowy pomnika i przeznaczyła na ten cel dochody z koncertów.